# Wanderson Sousa
Wanderson Maciel Sousa Campos (Sao Luís, 7 de octubre de 1994) es un futbolista profesional brasileño con nacionalidad belga que juega como mediocampista en el Cruzeiro E. C.

## Trayectoria
Wanderson hizo su debut como delantero para el Beerschot AC belga durante la temporada 2012-13. En 2013 se unió al Lierse SK como jugador libre por dos temporadas. En junio de 2015 estuvo a prueba durante la pretemporada con el Getafe C. F. de la primera división española. Fue del agrado del entrenador (Fran Escribá), con lo que el club le hizo contrato por una temporada. Tras esa temporada se marchó al Red Bull Salzburgo.

## Clubes
| Club                         | País    | Año       |
| ---------------------------- | ------- | --------- |
| Beerschot A. C.              | Bélgica | 2012-2013 |
| Lierse S. K.                 | Bélgica | 2013-2015 |
| Getafe C. F.                 | España  | 2015-2016 |
| Red Bull Salzburgo           | Austria | 2016-2017 |
| F. C. Krasnodar              | Rusia   | 2017-2022 |
| S. C. Internacional (cedido) | Brasil  | 2022      |
| S. C. Internacional          | Brasil  | 2023-2025 |
| Cruzeiro E. C.               | Brasil  | 2025-     |

## Palmarés

### Títulos nacionales
| Título          | Club               | País    | Año  |
| --------------- | ------------------ | ------- | ---- |
| Bundesliga      | Red Bull Salzburgo | Austria | 2017 |
| Copa de Austria | Red Bull Salzburgo | Austria | 2017 |

## Vida personal
Es hijo del exfutbolista Wamberto. Su hermano mayor Danilo también es futbolista.